# 完顏琮
完颜琮（？—1194年）本名承庆，金国宗室。

## 经历
金显宗之子。母田氏，后封裕陵充华。完颜琮仪观丰伟，机警清辩，性格宽厚，喜好学习。金世宗选有名行的进士教他学习，女直小字及汉字都通习。长大后，轻视财物好施舍，面无怒色，善吟咏，不喜欢打听别人的过错。骑射绘塑等技艺样样精通。大定十八年（1178年），封道国公。大定二十六年（1186年），加崇进。金章宗即位后，他迁任开府仪同三司，封郓王。明昌元年（1190年），授婆速路获火罗合打，世袭猛安，留京师。明昌五年（1194年）逝世。金章宗辍朝，亲临殡所祭奠。谥莊靖，后改莊惠。

## 延伸阅读
[在维基数据编辑]
 《金史·卷93》，出自脱脱《遼史》